# Protapanteles herbertii
Protapanteles herbertii är en stekelart som först beskrevs av William Harris Ashmead 1900.  Protapanteles herbertii ingår i släktet Protapanteles och familjen bracksteklar. Inga underarter finns listade i Catalogue of Life.